# فرودگاه بین‌المللی آل مکتوم
فرودگاه بین‌المللی آل مکتوم (یاتا: DWC، ایکائو: OMDW)، همچنین شناخته شده با عنوان مرکز جهانی دبی، یک فرودگاه بین‌المللی است که در جبل علی، ۳۵ کیلومتری (۲۳ مایلی) جنوب‌غربی دبی، امارات متحده عربی واقع شده و در ۲۷ ژوئن ۲۰۱۰ میلادی تأسیس شده‌است. این فرودگاه بخش اصلی دبی جنوبی، یک مجتمع برنامه‌ریزی شده مسکونی، تجاری و آمادی است. پنج باند فرود آسفالت برای این فرودگاه برنامه‌ریزی شده که دو باند آن ساخته شده و طول بزرگترین آن ۴۵۰۰ متر است.
پس از تکمیل کامل (پس از ۲۰۳۵)، فرودگاه شامل حالت های حمل و نقل، آماد، و خدمات ارزش افزوده، شامل ساخت و مونتاژ در یک منطقه آزاد اقتصادی خواهد بود. مساحت آن ۱۴۴۰۰ هکتار (۳۶۰۰۰ جریب فرنگی) خواهد بود. این فرودگاه ظرفیت پیش بینی شده سالانه ۱۲ میلیون تن (۱۲،۰۰۰،۰۰۰ تن طولانی، ۱۳،۰۰۰،۰۰۰ تن کوتاه) بار و بین ۱۶۰ میلیون تا ۲۶۰ میلیون مسافر را دارد. در سال ۲۰۲۱، تنها تعداد انگشت شماری از خطوط هوایی خدمات مسافری را از فرودگاه بین المللی آل مکتوم با تمرکز بر فعالیت حمل و نقل انجام می‌دادند.
هواپیمایی امارات قصد دارد پس از تکمیل اولین برنامه توسعه فرودگاه آل مکتوم، از این فرودگاه به عنوان تنها قطب پروازی خود استفاده کند. فرودگاه بین‌المللی دبی پس از تکمیل توسعه این فرودگاه، به طور کامل تعطیل خواهد شد.

## شرکت‌های هواپیمایی و مقصدها

### مسافر
| شرکت‌های هواپیمایی    | مقصدهای پروازی                                                                       |
| -------------------- | ------------------------------------------------------------------------------------ |
| ازیموت               | فرودگاه مینرالنیه وودی، فرودگاه بین‌المللی سوچی                                       |
| ایر قاهره            | فرودگاه بین‌المللی شرم‌الشیخ                                                           |
| برنیک ایرویز         | فرودگاه بین‌المللی بنینه                                                              |
| انتر ایر             | فصلی: فرودگاه بین‌المللی کاتوویتسه، فرودگاه پوزنان-لاویکا، فرودگاه شوپن ورشو          |
| فلای وان             | فرودگاه بین‌المللی کیشیناو                                                            |
| هونو ایر             | فرودگاه بین‌المللی بویانت-اوخا                                                        |
| لوکس‌ایر              | فصلی: فرودگاه لوگزامبورگ - فیندل                                                     |
| پوبدا                | فرودگاه اویتاش، فرودگاه بین‌المللی ونوکووا، فرودگاه بسلان، فرودگاه بین‌المللی ولگاگراد |
| روسیه ایرلاینز       | فرودگاه پولکوو، فرودگاه بین‌المللی سوچی                                               |
| اس۷ ایرلاینز         | فرودگاه بین‌المللی دوموده‌دوو، فرودگاه تولمچوا                                         |
| اسمارت‌لینکس ایرلاینز | چارتر فصلی: فرودگاه برلین براندنبورگ، فرودگاه لایپزیگ/هاله                           |
| تراول سرویس ایرلاینز | فرودگاه ام. آر. استفانیک، فرودگاه پراگ رازیون                                        |
| ترنسویا              | فرودگاه لیون-سنت‌اگزوپری، فرودگاه مارسی پروانس، فرودگاه تولوز–بلانیاک                 |
| اورال ایرلاینز       | فرودگاه بین‌المللی دوموده‌دوو، فرودگاه کولتسوو فصلی: فرودگاه بین‌المللی سوچی            |
| یوتی‌ایر اوییشن       | فرودگاه گروزنی، فرودگاه بین‌المللی سورگوت فصلی: فرودگاه بین‌المللی رسچینو              |

### بار
| شرکت‌های هواپیمایی | مقصدهای پروازی |
| ----------------- | --- |
| کاتای پسیفیک      | فرودگاه اسخیپول آمستردام، فرودگاه بین‌المللی هنگ‌کنگ، فرودگاه هیترو لندن، Milan Malpensa, فرودگاه شارل دوگل پاریس |
| امارات اسکای‌کارگو | آبیجان، آکرا، فرودگاه بین‌المللی بوول، الجزیره، فرودگاه اسخیپول آمستردام، فرودگاه بین‌المللی بحرین، بازل، فرودگاه بین‌المللی رفیق حریری بیروت، فرودگاه بین‌المللی قاهره، فرودگاه بین‌المللی ویراکوپوس-کامپیناس، چنای، فرودگاه بین‌المللی اوهر شیکاگو، فرودگاه بین‌المللی شاه امانت، فرودگاه کپنهاگ، فرودگاه بین‌المللی لئوپولد سدار سنگور، فرودگاه بین‌المللی ملک فهد، فرودگاه بین‌المللی شاه‌جلال، جیبوتی، فرودگاه بین‌المللی الدورت، فرودگاه بین‌المللی عنتبی، فرودگاه بین‌المللی فرانکفورت، فرودگاه بین‌المللی بایون گوآنگجو، فرودگاه بین‌المللی نوا به، فرودگاه بین‌المللی هنگ‌کنگ، فرودگاه بین‌المللی جرج بوش، کانو، نیجریه، خرطوم، لاگوس، فرودگاه بین‌المللی لیلونگوه، فرودگاه بین‌المللی لس‌آنجلس، فرودگاه اماوسی، فرودگاه لیون-سینت اگزوپری، فرودگاه بین‌المللی مکزیکو سیتی، Milan Malpensa, فرودگاه بین‌المللی دوموده‌دوو، بمبئی، فرودگاه بین‌المللی جومو کنیاتا، فرودگاه بین‌المللی جان اف کندی، فرودگاه اوآگادوگو، فرودگاه بین‌المللی نیو کیتو، صنعا، فرودگاه بین‌المللی اینچن، فرودگاه بین‌المللی شانگهای پودنگ، فرودگاه چانگی سنگاپور، فرودگاه سیدنی، تونس، فرودگاه ساراگوسا |
| هواپیمایی اتحاد   | فرودگاه بین‌المللی ابوظبی، فرودگاه بین‌المللی شاه امانت، فرودگاه بین‌المللی هنگ‌کنگ، کابل، فرودگاه بین‌المللی شانگهای پودنگ، فرودگاه بین‌المللی تفلیس |
| کالیتا ایر        | فرودگاه اسخیپول آمستردام، فرودگاه بین‌المللی بحرین، میدان هوایی بین‌المللی قندهار، فرودگاه بین‌المللی هنگ‌کنگ |
| Martinair Cargo2  | فرودگاه اسخیپول آمستردام، فرودگاه بین‌المللی بحرین، فرودگاه بین‌المللی چنای، فرودگاه بین‌المللی هنگ‌کنگ |
| ام‌ای‌اس کارگو      | فرودگاه اسخیپول آمستردام، کوالا لامپور |
| ترکیش ایرلاینز    | فرودگاه بین‌المللی آتاترک، فرودگاه بین‌المللی چاتراپاتی شیواجی |

2Martinair use aircraft in کی‌ال‌ام colour scheme on these routes.

## شرکت‌های هواپیمایی و مقصدهای پروازی

### مسافری
| شرکت‌های هواپیمایی        | مقصدهای پروازی |
| ------------------------ | --- |
| Azur Air                 | چارتر: دوموده‌دوو |
| کوندور فلوگدینست         | چارتر فصلی: دوسلدورف |
| فن‌ایر                    | فصلی: هلسینکی |
| فلای‌دبی                  | ملکه علیا، رفیق حریری بیروت، شاه امانت، حمد (suspended), تریبهوان، کویت، مسقط                                            |
| Himalaya Airlines        | تریبهوان |
| جت تایم                  | چارتر فصلی: کپنهاگ، استکهلم-آرلاندا                                                                                      |
| Neos                     | چارتر فصلی: باری، بلوونی گوگلیلمو مارکونی، کاتانیا-فونتاناروسا، میلانو مالپنسا، ناپل، لئوناردو دا وینچی-فیومیچینو، ورونا |
| Pegas Fly                | چارتر فصلی: ایرکوتسک، تسنترالنی، تولمچوا                                                                                 |
| پریمرا ایر               | چارتر فصلی: گوتنبرگ-لاندوتر، مالمو، استکهلم-آرلاندا                                                                      |
| هواپیمایی قطر            | حمد (suspended) |
| روتانا جت                | ابوظبی، Sir Bani Yas Island                                                                                              |
| رویال وینگز              | اردن |
| رویال فلایت              | چارتر فصلی: شرمتیوو |
| SalamAir                 | مسقط |
| تی‌یوآی ایرلاینز نیدرلندز | چارتر فصلی: اسخیپول آمستردام                                                                                             |
| اورال ایرلاینز           | چارتر فصلی: دوموده‌دوو |
| ویز ایر                  | هنری کواندا، بوداپست فرنک لیست، کلوژ-نپوکا، کاتوویتس، صوفیه                                                              |

### باری
| شرکت‌های هواپیمایی | مقصدهای پروازی |
| ----------------- | --- |
| کاتای پاسیفیک     | اسخیپول آمستردام، هنگ کنگ، میلانو مالپنسا، شارل دوگل پاریس |
| چاینا ایرلاینز    | اسخیپول آمستردام، سووارنابومی، فرانکفورت، نوا به، لوگزامبورگ - فیندل، پراگ رازیون، تائویوان تایوان |
| امارات اسکای‌کارگو | آکرا، بوول، سردار ولابهبهی پتل، هواری بومدین، اسخیپول آمستردام، هارتسفیلد-جکسون آتلانتا، بارسلونا-ال پرات، بازل-مولوز-فرایبورگ اروپا، بروکسل، قاهره، ویراکوپوس-کامپیناس، چنای، اوهر شیکاگو، ریکن‌بیکر، لئوپولد سدار سنگور، ملک فهد، ایندیرا گاندی، شاه‌جلال، جیبوتی-امبوولی، انتبه، اربیل، فرانکفورت، بایون گوآنگجو، نوا به، هنگ کنگ، جرج بوش، ژوهانسبورگ، کابل، خرطوم، مرتلا محمد، لیژ، لیلونگوه، هیترو لندن، لس‌آنجلس، لیون-سینت اگزوپری، مادرید-باراخاس، مکزیکو سیتی، میلانو مالپنسا، چاتراپاتی شیواجی، جومو کنیاتا، جان اف کندی، آواگادوگو، شارل دوگل پاریس، پنوم‌پن، نیو کیتو، ریاض، شانگهای پودنگ، چانگی سنگاپور، سیدنی، تایپه، ساراگوسا |
| هواپیمایی اتیوپی  | بوول، بروکسل |
| ایران ایر         | امام خمینی |
| کالیتا ایر        | اسخیپول آمستردام، بحرین، میدان هوایی بین‌المللی قندهار، هنگ کنگ |
| هواپیمایی قطر     | حمد (suspended) |
| ترکیش ایرلاینز    | آتاترک، چاتراپاتی شیواجی |